# جی. آر. آر. تالکین
جان رونالد رول تالکین (انگلیسی: John Ronald Reuel Tolkien؛ ۳ ژانویهٔ ۱۸۹۲ – ۲ سپتامبر ۱۹۷۳) نویسنده و لغت‌شناس انگلیسی بود. او مؤلف آثار فانتزی حماسی هابیت و ارباب حلقه‌ها است.
تالکین از سال ۱۹۲۵ تا ۱۹۴۵، استاد رشته آنگلو-ساکسون در کالج پمبروک و عضو پژوهشی همان کالج در دانشگاه آکسفورد بود. سپس، در همان دانشگاه به سمت استاد زبان و ادبیات انگلیسی در کالج مرتون منصوب شد و از سال ۱۹۴۵ تا زمان بازنشستگی‌اش در سال ۱۹۵۹ این سمت را حفظ کرد. تالکین دوست نزدیک سی. اس. لوئیس بود و هر دو از اعضای گروه غیررسمی بحث‌های ادبی به نام «اینگلینگز» بودند. او در ۲۸ مارس ۱۹۷۲ از سوی ملکه الیزابت دوم به دریافت نشان فرمانده والا مقام امپراتوری بریتانیا مفتخر شد.
پس از درگذشت تالکین، پسرش کریستوفر مجموعه‌ای از آثار مبتنی بر یادداشت‌های گسترده و نسخه‌های خطی منتشر نشدهٔ پدرش منتشر کرد، که از جملهٔ آن‌ها سیلماریلیون بود. این آثار، همراه با هابیت و ارباب حلقه‌ها، مجموعه‌ای به‌هم‌پیوسته از داستان‌ها، اشعار، تاریخ‌های خیالی، زبان‌های ابداع‌شده و مقالات ادبی دربارهٔ دنیای فانتزی به نام «آردا» و درون آن، یعنی سرزمین میانه، را تشکیل می‌دهند. بین سال‌های ۱۹۵۱ تا ۱۹۵۵، تالکین اصطلاح «رشته‌افسانه» را برای بخش عمدهٔ این نوشته‌ها به کار برد.
اگرچه نویسندگان دیگری پیش از تالکین آثار فانتزی منتشر کرده بودند، موفقیت چشمگیر هابیت و ارباب حلقه‌ها موجب علاقهٔ عمیق به ژانر فانتزی شد و در نهایت موجب موج عظیمی از کتاب‌ها و نویسندگان جدید در این سبک پدیدار شدند. به همین دلیل، تالکین به‌طور گسترده به‌عنوان «پدر» ادبیات فانتزی مدرن شناخته شده و یکی از تأثیرگذارترین نویسندگان تاریخ محسوب می‌شود. او علاقه فراوانی به ساختن زبان‌های علمی یا فراساخته داشت. او شاید تنها کسی باشد که ۱۵ زبان ساخته است؛ با این حال توصیهٔ او به کسانی که علاقه‌مند به زبان بین‌المللی هستند این است که: «از اسپرانتو پشتیبانی کنید».

## زندگی

### تبار
خانواده تالکین از شهر اسلاوسکوی نزدیک کونیگسبرگ در پروس شرقی برخاسته‌اند و نام خانوادگی تالکین از قرن ۱۶ میلادی در آن شهر گواهی شده است. خط خانوادگی تالکین با میشل تالکین که تقریباً در سال ۱۶۲۰ میلادی در کروزبرگ متولد شده است شروع می‌شود. پسر میشل کریستیانوس تالکین (۱۷۴۶–۱۶۶۳) یک آسیابان ثروتمند در کروزبرگ بوده است. پسر او کریستین تالکین (۱۷۹۱–۱۷۰۶) از کروزبرگ به گدانسک نقل مکان کرد. دو پسر او دنیل گاتلیب تالکین (۱۸۱۴–۱۷۴۷) و جان بنجامین تالکین (۱۸۱۹–۱۷۵۲) در سال‌های ۱۷۷۰ به لندن مهاجرت کردند و به نیاکان انگلیسی خانواده تبدیل شدند. این خانواده نخستین بار در سال ۱۷۷۷ در بایگانی‌های انگلیسی ظاهر شده است. در سال ۱۷۹۲ جان بنجامین تالکین و ویلیام گرول تولیدی اردلی نورتون در لندن را صاحب شدند و و از آن پس تحت نام گرول و تالکین مشغول به فروش ساعت شدند. دنیل گاتلیب در سال ۱۷۹۴ شهروندی انگلیسی را به‌دست‌آورد اما به‌نظر می‌رسد که بنجامین هرگز شهروند انگلیسی نشده است. جان بنجامین تالکین که در سال ۱۸۱۹ فوت کرد پدر پدربزرگ دوم جی.آر.آر. تالکین است.
بر اساس ریسزارد دردزینسکی (هنرمند و زبان‌شناس لهستانی)، نام تالکین ریشه پروسی سفلی دارد و احتمالاً به‌معنی «پسر/فرزند تالک» است. تالکین به‌اشتباه اعتقاد داشت که نام خانوادگیش از واژه آلمانی tollkühn به‌معنی بی‌پروا مشتق شده است؛ بنابراین وقتی خودش را در کتاب کاغذهای باشگاه ایده وارد کرد از نام ادبی rashbold (عجول/بی‌احتیاط + جسور) استفاده کرد. اما دردزینسکی نشان داده است که این یک باور غلط است. گرچه جی.آر.آر. تالکین می‌دانست که خانواده‌اش برخاسته از آلمان هستند، دانش محدودی از تاریخچه خانواده‌اش داشت چونکه از خانواده پدریش که در جوانی مُرد جدا بود.

### کودکی
جان رونالد روئل تالکین در ۳ ژانویه ۱۸۹۲ در شهر بلومفونتن در ایالت آزاد اورنج (مدتی ضمیمه امپراتوری بریتانیا شد و الان تحت عنوان ایالت آزاد (استان) در جمهوری آفریقای جنوبی است) متولد شد. پدرش آرتور روئل تالکین (۱۸۹۶–۱۸۵۷) یک مدیر بانک انگلیسی و مادرش میبل سفیلد (۱۹۰۴–۱۸۷۰) بود. پدر و مادر جی.آر.آر. تالکین انگلستان را ترک کرده بودند چون آرتور که کارمند بانک بریتانیا بود به ریاست دفتر بلومفونتین این بانک ارتقاء مقام پیدا کرده بود. تالکین یک برادر کوچکتر به نام هیلاری آرتور روئل تالکین داشت که در ۱۷ فوریه ۱۸۹۴ متولد شده بود.
تالکین وقتی کودک بود به‌وسیله یک عنکبوت بابون گزیده شد و برخی اعتقاد دارند که این حادثه در داستان‌های او اثر گذاشته است. اما تالکین گفته است که هیچ خاطره‌ای از آن اتفاق ندارد و به‌عنوان یک انسان بالغ نفرتی از عنکبوت‌ها ندارد. یکی دیگر از اتفاقات ثبت‌شده دوران کودکی تالکین این است که یکی از خدمتکاران جوان خانواده او را یک شب به مزرعه خودش برد و او یک شب را در آنجا گذراند.
وقتی که تالکین سه ساله بود به همراه مادر و برادرش برای یک ملاقات طولانی خانوادگی به انگلستان رفت. اما پدرش به دلیل تب روماتیسمی در آفریقای جنوبی از دنیا رفت.
این حادثه باعث شد که خانواده منبع درآمد خود را از دست بدهد و به همین دلیل مادرش به کینگز هیث در بیرمنگام رفت تا با پدر و مادر خودش زندگی کنند. به‌زودی آن‌ها در سال ۱۸۹۶ به دهکده سیرهول در ووسترشر (امروزه در هال گرین قرار دارد) نقل مکان کردند که بعدها ضمیمه بیرمنگام شد. تالکین از گشت و گذار در آسیاب سیرهول، منطقه طبیعی حفاظت‌شده موزلی باگ و تپه‌های کلنت، لیکی و مالورن و شهرها و روستاهای اطراف مانند برومزگرو، آلکستر، الوچرچ لذت می‌برد و این مناطق بعدها الهام‌بخش مناظری در داستان‌هایش شدند. او همچنین به مزرعه خاله‌اش جین که بگ اند نام داشت می‌رفت و او از این اسم در داستانش استفاده کرد.
میبل به دو فرزندش در خانه درس می‌داد. رونالد که در خانواده هم شناخته‌شده بود دانش‌آموز مشتاقی بود. مادرش به او مقادیر زیادی گیاه‌شناسی آموزش داد و لذت مشاهده و لمس کردن گیاهان را در او برانگیخت. تالکین جوان دوست داشت مناظر و درختان را نقاشی کند اما درس‌های مرتبط با زبان را بیشتر از همه دوست داشت و مادرش مقدمات لاتین را خیلی زود به او آموزش داد.
تالکین در چهار سالگی می‌توانست بخواند و پس از آن زمان در نوشتن هم روان بود. مادرش به او اجازه می‌داد که کتاب‌های زیادی را بخواند. او جزیره گنج و نی‌نواز هاملین را دوست نداشت و گمان داشت که آلیس در سرزمین عجایب نوشته لوئیس کارول «سرگرم‌کننده ولی آشفته‌کننده» است. او داستان‌های دربارهٔ سرخ‌پوستان ایالات متحده آمریکا و کارهای فانتزی جرج مک‌دونالد را دوست داشت.
همچنین، کتاب‌های پریان نوشته اندرو لنگ برای او مهم بودند و اثر آن‌ها بر برخی نوشته‌های او قابل مشاهده است.
میبل تالکین در سال ۱۹۰۰ در کلیسای کاتولیک پذیرفته شد که موجب اعتراض شدید خانواده باپتیست او شد
و تمام کمک‌های مالی به او قطع شد. در سال ۱۹۰۴ وقتی جی.آر.آر. تالکین ۱۲ ساله بود مادرش از دیابت حاد درگذشت. در این زمان آن‌ها در یک منزل اجاره‌ای در ردنال بودند. مادر تالکین در زمان مرگ ۳۴ ساله بود که تقریباً حداکثر زمانی است که یک بیمار مبتلا به دیابت نوع ۱ بدون درمان زنده می‌ماند (انسولین دو دهه بعد در سال ۱۹۲۱ کشف شد).

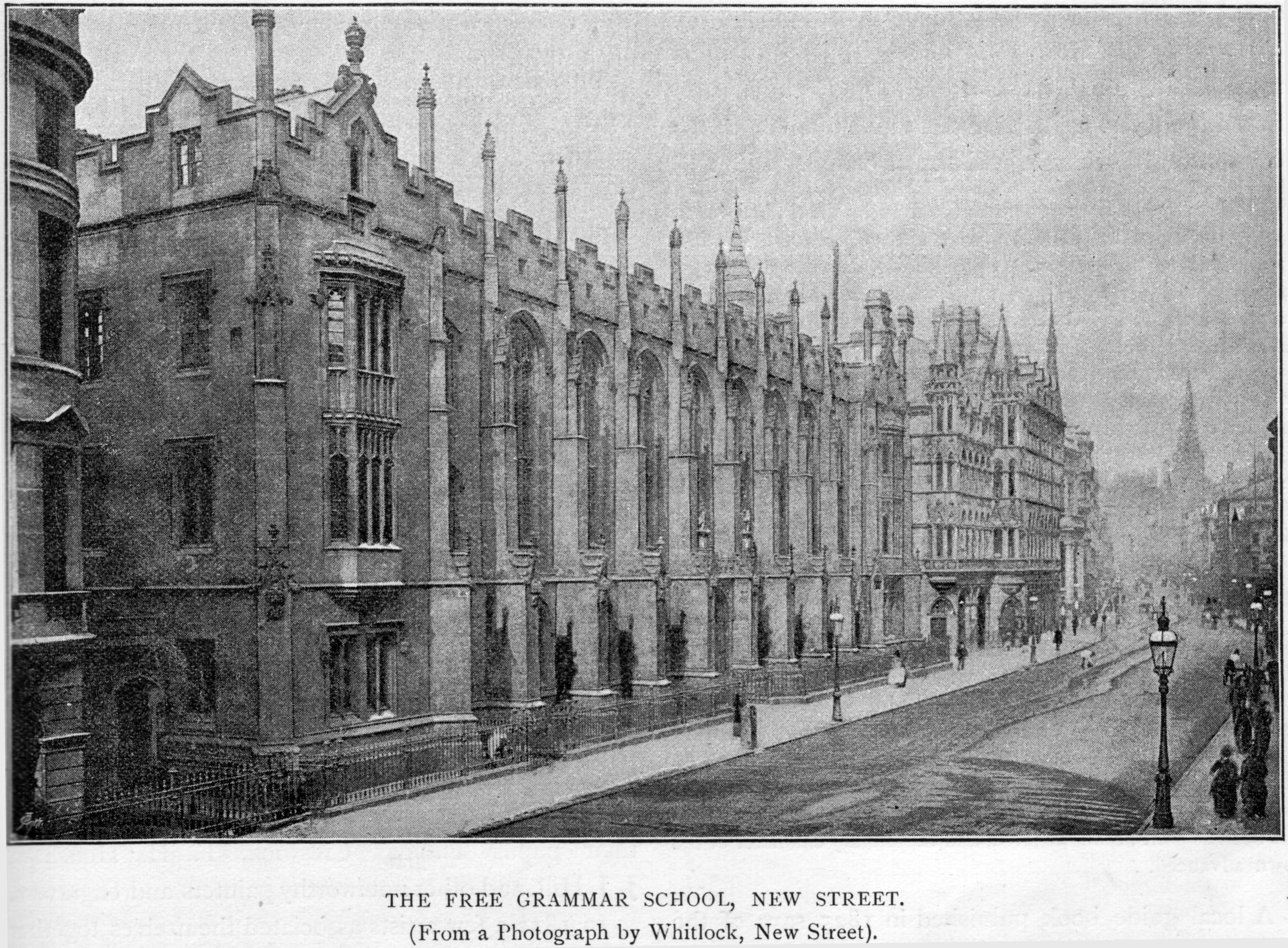
مدرسه شاه ادوارد که تالکین در سال‌های ۱۹۰۲–۱۹۰۰ و ۱۹۱۱–۱۹۰۳ در آن‌جا دانش‌آموز بوده است

تالکین پس از مرگ مادرش در ناحیه اجباستون در بیرمنگام بزرگ شد و به مدرسه شاه ادوارد در بیرمنگام و سپس به مدرسه سنت فیلیپ رفت. او در سال ۱۹۰۳ برنده یک بورسیه تحصیلی شد و به مدرسه شاه ادوارد برگشت.

### جوانی
تالکین در اوایل جوانی برای نخستین بار با یک زبان فراساخته به نام آنیمالیک (انگلیسی: Animalic) که ساخته عموزاده‌هایش ماری و مارجوری اینسلدون بود برخورد کرد. در آن زمان تالکین مشغول به مطالعه زبان‌های لاتین و انگلیسی باستان بود. علاقه آن‌ها به آنیمالیک خیلی زود از بین رفت. اما ماری و بقیه (از جمله خود تالکین) زبان جدید و پیچیده‌تری به نام نوبوش (انگلیسی: Nevbosh) اختراع کردند. پس از آن، تالکین زبان دیگری را به نام نافارین (انگلیسی: Naffarin) ساخت.
در اکتبر ۱۹۱۱، تالکین تحصیلات خود را در کالج اکستر، آکسفورد آغاز کرد. او ابتدا در رشتهٔ مطالعات کلاسیک تحصیل کرد اما در سال ۱۹۱۳ مسیر خود را تغییر داد و به رشتهٔ زبان و ادبیات انگلیسی روی آورد. تالکین در سال ۱۹۱۵ با رتبهٔ افتخاری درجه یک فارغ‌التحصیل شد. یکی از استادان تالکین در آکسفورد جوزف رایت بود، که کتابش Primer of the Gothic Language الهام‌بخش تالکین در دوران مدرسه بود.

### جنگ جهانی اول
در اوت سال ۱۹۱۴ بریتانیا وارد جنگ جهانی اول شد. تالکین از سال ۱۹۱۵ تا سال ۱۹۲۰ با درجه ستوان دوم در خدمت ارتش بریتانیا بود.

### جنگ جهانی دوم
در آستانهٔ جنگ جهانی دوم، تالکین به‌عنوان رمزگشا در نظر بود. در ژانویه ۱۹۳۹، از او خواسته شد که در صورت وقوع وضعیت اضطراری ملی، در بخش رمزنگاری وزارت خارجه بریتانیا خدمت کند. از ۲۷ مارس، او در مقر لندن مدرسهٔ دولتی کد و رمز دورهٔ آموزشی گذراند، اما در اکتبر همان سال به او اطلاع دادند که خدماتش مورد نیاز نخواهد بود.
در ۱۹۴۵، تالکین به کالج مرتون در آکسفورد نقل مکان کرد و به‌عنوان استاد زبان و ادبیات انگلیسی در آنجا مشغول شد و تا زمان بازنشستگی در ۱۹۵۹ در این سمت باقی ماند. او همچنین سال‌ها به‌عنوان آزمون‌گر خارجی برای کالج دانشگاهی گالوی (که اکنون به نام دانشگاه گالوی شناخته می‌شود) خدمت کرد. در ۱۹۵۴، تالکین مدرک افتخاری دکترای ادبیات را از دانشگاه ملی ایرلند دریافت کرد که کالج دانشگاهی گالوی یکی از زیرمجموعه‌های آن بود. تالکین نگارش ارباب حلقه‌ها را در ۱۹۴۸ به پایان رساند، یعنی تقریباً یک دهه پس از نخستین طرح‌های اولیهٔ آن.

### خانواده
تالکین چهار فرزند داشت: جان فرانسیس روئل تالکین (۱۷ نوامبر ۱۹۱۷–۲۲ ژانویه ۲۰۰۳)، مایکل هیلاری روئل تالکین (۲۲ اکتبر ۱۹۲۰–۲۷ فوریه ۱۹۸۴)، کریستفر جان روئل تالکین (۲۱ نوامبر ۱۹۲۴–۱۶ ژانویه ۲۰۲۰) و پریسیلا ماری آن روئل تالکین (۱۸ ژوئن ۱۹۲۹–۲۸ فوریه ۲۰۲۲). تالکین توجه زیادی به فرزندانش داشت و نامه‌های مصوری از طرف بابا نوئل برای آن‌ها ارسال می‌کرد.

### بازنشستگی
در دوران بازنشستگی، از سال ۱۹۵۹ تا زمان درگذشتش در ۱۹۷۳، تالکین به‌طور فزاینده‌ای مورد توجه عموم قرار گرفت و شهرت ادبی‌اش افزایش یافت. در سال ۱۹۶۱، دوستش سی. اس. لوئیس حتی او را برای دریافت جایزه نوبل ادبیات نامزد کرد. فروش کتاب‌هایش چنان سودآور بود که او از این‌که زودتر بازنشسته نشده بود ابراز تأسف کرد. در نامه‌ای در سال ۱۹۷۲، از تبدیل شدن به یک چهرهٔ پرستش‌شده ابراز ناراحتی کرد، اما از سوی دیگر، نمی‌توانست انکار کند که مورد توجه بودن احساس خوشایندی دارد.
توجه طرفداران چنان شدید شد که تالکین مجبور شد شماره تلفن خود را از دفترچهٔ عمومی حذف کند؛ سرانجام او و ادیث به بورنموث نقل مکان کردند، که در آن زمان یک تفریحگاه ساحلی محبوب از طبقه متوسط روبه‌بالا بریتانیا بود. جایگاه تالکین به‌عنوان نویسنده‌ای پرفروش، ورود آن‌ها را به جامعهٔ اشرافی آسان کرد، اما او به شدت دلتنگ حلقهٔ دوستان خود در اینگلینگز شد. در مقابل، ادیث از ایفای نقش میزبان اجتماعی بسیار خوشحال بود، که همین موضوع نیز دلیل انتخاب بورنموث توسط تالکین بود. عشق و علاقهٔ عمیق میان رونالد و ادیث در جزئیاتی مانند توجه به سلامت یکدیگر، بسته‌بندی هدایا، فداکاری تالکین برای زندگی در آکسفورد تا ادیت بتواند در بورنموث بازنشسته شود، و افتخار ادیث به شهرت نویسندگی همسرش مشهود بود. آن‌ها همچنین از طریق علاقهٔ مشترک به فرزندان و نوه‌هایشان به یکدیگر پیوند خورده بودند.
در دوران بازنشستگی، تالکین به‌عنوان مشاور و مترجم در پروژهٔ کتاب مقدس اورشلیم، که در سال ۱۹۶۶ منتشر شد، فعالیت کرد. ابتدا بخش گسترده‌تری برای ترجمه به او محول شد، اما به دلیل مشغله‌های دیگر، توانست فقط نقدهایی بر کار سایر همکاران ارائه دهد و ترجمه‌ای از کتاب یونس ارائه کند.

### سال‌های پایانی
همسرش ادیث در ۲۹ نوامبر ۱۹۷۱ در سن ۸۲ سالگی درگذشت. رونالد به آکسفورد بازگشت، جایی که کالج مرتون اتاق‌هایی مناسب نزدیک خیابان های استریت (High Street) در اختیارش گذاشت. او دلتنگ ادیث بود، اما از بازگشت به این شهر لذت می‌برد.
تالکین در سال ۱۹۷۲ به مقام فرمانده والامقام امپراتوری بریتانیا منصوب شد و در ۲۸ مارس همان سال، نشان خود را در کاخ باکینگهام دریافت کرد. در همان سال، دانشگاه آکسفورد مدرک افتخاری دکتری عالی ادبیات را به او اعطا کرد.
او نام «لوتین» را بر روی سنگ قبر ادیث در قبرستان وُلوِرکوت آکسفورد حک کرد. وقتی تالکین ۲۱ ماه بعد، در ۲ سپتامبر ۱۹۷۳، بر اثر زخم معده و عفونت قفسهٔ سینه در سن ۸۱ سالگی درگذشت، در همان قبر دفن شد و نام «برن» نیز به سنگ قبرش اضافه شد. وصیت‌نامهٔ تالکین در ۲۰ دسامبر ۱۹۷۳ از سوی دادگاه به تأیید رسید و دارایی‌هایش ۱۹۰٬۵۷۷ پوند (معادل ۲٬۴۵۴٬۰۰۰ پوند در سال ۲۰۲۳) ارزش‌گذاری شد.

## دیدگاه‌ها

### دین
کاتولیسیزم تالکین تأثیر قابل‌توجهی در تبدیل سی. اس. لوئیس از خداناباوری به مسیحیت داشت. او یک بار در نامه‌ای به کامیلا، دختر رایتر آتوین که دربارهٔ هدف زندگی پرسیده بود، نوشت که هدف زندگی این است «مطابق ظرفیت خود، دانشمان را دربارهٔ خدا با تمام ابزارهای موجود افزایش دهیم و به واسطهٔ این شناخت، به ستایش و شکرگزاری برانگیخته شویم.»
تالکین علاقهٔ ویژه‌ای به عشای ربانی داشت و در نامه‌ای به پسرش مایکل نوشت: «در عشای ربانی … رومانس، افتخار، وفاداری، راه حقیقی تمامی عشق‌های زمینی‌ات، و حتی فراتر از آن را خواهی یافت.» او دریافت مرتب عشای مقدس را توصیه می‌کرد و دوباره در نامه‌ای به پسرش تأکید کرد که «تنها درمان ایمان ضعیف یا سست‌شده، عشای ربانی است.» تالکین باور داشت که کلیسای کاتولیک بیش از هر چیز به دلیل جایگاه و احترام ویژه‌ای که برای عشای ربانی قائل است، حقیقت دارد. در سال‌های پایانی زندگی، او با برخی تغییرات آیینی پس از شورای دوم واتیکان مخالفت کرد؛ مهم‌ترین اعتراض او استفاده از زبان انگلیسی در مراسم مذهبی بود، زیرا ترجمه‌های انگلیسی را ناهماهنگ و نامناسب می‌دانست. او به لاتین تسلط داشت و حتی در دوران کهنسالی نیز پاسخ‌های نیایش در مراسم عشای ربانی را به لاتین ادا می‌کرد.
با این وجود، تالکین سند «اجازه آگاتا کریستی» را امضا نکرد، اما بر اساس مجوزهای کلیسا، به‌عنوان قاری در کلیسای کورپوس کریستی در هدینگتون خدمت کرد. این سند درخواستی بود که در سال ۱۹۷۱ توسط گروهی از شخصیت‌های فرهنگی و هنری بریتانیا امضا شد تا اجازه داده شود عشای ربانی ترینتینی (Tridentine Mass)، یعنی مراسم سنتی لاتین کلیسای کاتولیک، همچنان در بریتانیا اجرا شود.

### نژاد
آثار فانتزی تالکین دربارهٔ سرزمین میانه گاهی به‌عنوان حامل نگرش‌های قدیمی نسبت به نژاد مطرح شده‌اند. با این حال، پژوهشگران اشاره کرده‌اند که او تحت تأثیر دیدگاه‌های دورهٔ ویکتوریایی دربارهٔ نژاد و سنت ادبی مربوط به هیولاها بوده و او در زمان صلح و در طول دو جنگ جهانی موضع ضد نژادپرستی داشته است.
در فضایی که اواخر قرن نوزدهم تحت تأثیر نگرانی‌های مربوط به اصلاح نژاد و انحطاط اخلاقی بود، برخی منتقدان معتقدند که اشاره به اختلاط نژادی در ارباب حلقه‌ها نوعی بازتاب نژادگرایی علمی است. از سوی دیگر، برخی توصیف اورک‌ها را الهام‌گرفته از کاریکاتورهای تبلیغاتی زمان جنگ از ژاپنی‌ها می‌دانند. منتقدان همچنین اشاره کرده‌اند که این اثر دارای جغرافیای اخلاقی است، جایی که خوب در غرب و شر در شرق قرار دارد.
در مقابل این دیدگاه‌ها، تالکین به‌شدت با نظریه‌های نژادی نازی‌ها مخالف بود، همان‌طور که در نامه سال ۱۹۳۸ به ناشرش این موضع را نشان داد. او در طول جنگ جهانی دوم نیز با پروپاگاندای آلمان‌هراسی مخالفت کرد.
برخی پژوهشگران سرزمین میانه را به‌وضوح چندفرهنگی و چندزبانه توصیف کرده‌اند، در حالی که برخی حملات به تالکین بر اساس ارباب حلقه‌ها فاقد بررسی کامل متن اصلی هستند. سخنگوی انتشارات هارپرکالینز، ناشر این سه‌گانه، در واکنش به این بحث‌ها اظهار کرد: «تعداد زیادی از دانشگاهیان دربارهٔ آثار تالکین نظر داده‌اند، و این اولین باری است که کسی چنین مسائلی را در آن‌ها مشاهده کرده است. البته، اگر به اندازهٔ کافی در حماسه‌های بزرگ دقت کنید، می‌توانید هر چیزی را از آن‌ها استخراج کنید، به‌ویژه اگر اعتبار دانشگاهی پشتوانهٔ شما باشد.»

### طبیعت
در بیشتر دوران زندگی تالکین، جنبش حفاظت از محیط‌زیست هنوز به‌عنوان یک مسئلهٔ سیاسی مطرح نبود، و او مستقیماً دیدگاه‌های محیط‌زیستی خود را بیان نکرد—به‌جز در برخی نامه‌های شخصی که در آن‌ها دربارهٔ علاقهٔ خود به جنگل‌ها و ناراحتی‌اش از قطع درختان سخن گفته است. در سال‌های بعد، شماری از نویسندگان زندگی‌نامه‌ها و تحلیل‌های ادبی دربارهٔ تالکین نتیجه گرفتند که در جریان نوشتن ارباب حلقه‌ها، علاقهٔ او به طبیعتِ وحشی و دست‌نخورده افزایش یافت و به حفظ بقایای طبیعتِ بکر در جهان صنعتی‌شده اهمیت بیشتری داد.

## تأثیر
در حالی که پیش از تالکین مؤلفان دیگری نیز آثار فانتزی منتشر کرده بودند، موفقیت عظیم هابیت و ارباب حلقه‌ها به احیای محبوبیت و شکل‌گیری ژانر فانتزی مدرن منجر شد. این امر باعث شده که تالکین به‌طور عامه به‌عنوان «پدر» ادبیات فانتزی مدرن—یا به‌طور دقیق‌تر، فانتزی حماسی شناخته شود، همانند آثار نویسندگانی مانند اورسولا لو گویین و مجموعهٔ دریای زمین از او. در سال ۲۰۰۸، تایمز او را در رتبه ششم فهرست «۵۰ نویسنده برتر بریتانیایی از سال ۱۹۴۵» قرار داد. تأثیر او به موسیقی، از جمله تنظیم تمام اشعار موجود در ارباب حلقه‌ها توسط گروه دانمارکی the Tolkien Ensemble به موسیقی آوازی، و به طیف گسترده‌ای از بازی‌های واقع‌شده در سرزمین میانه راه یافته است. در میان ارجاعات ادبی به تالکین، او در نقش پروفسور سالخورده «جی.بی. تیمبرمیل» در هر پنج رمان مجموعه پلکان در ساری نوشته جی. آی. ام. استوارت ظاهر می‌شود. پژوهشگر تام شیپی تالکین را «مؤلف [قرن بیستم]» توصیف می‌کند، و اظهار می‌دارد که «فکر نمی‌کنم هیچ نویسنده مدرن فانتزی حماسی توانسته باشد از تأثیر تالکین فرار کند، هرچند بسیاری از آن‌ها سخت تلاش کرده‌اند». جان کلوت، در دانشنامه فانتزی، به‌طور مشابه تالکین را «مهم‌ترین مؤلف فانتزی قرن بیستم» می‌داند. آثار او تأثیر عظیمی بر فرهنگ عامه غرب داشته و همچنان بسیار تأثیرگذار باقی مانده است.

## آثار
| کتاب                  | سال انتشار |
| --------------------- | ---------- |
| هابیت                 | ۱۹۳۷       |
| یاران حلقه            | ۱۹۵۴       |
| دو برج                | ۱۹۵۴       |
| بازگشت پادشاه         | ۱۹۵۵       |
| ماجراهای تام بامبادیل | ۱۹۶۴       |
| درخت و برگ            | ۱۹۶۴       |

| کتاب               | کتاب                            | کتاب                            | سال انتشار |
| ------------------ | ------------------------------- | ------------------------------- | ---------- |
| سیلماریلیون        | سیلماریلیون                     | سیلماریلیون                     | ۱۹۷۷       |
| داستان‌های ناتمام   | داستان‌های ناتمام                | داستان‌های ناتمام                | ۱۹۸۰       |
| تاریخ سرزمین میانه | داستان‌های فراموش شده (قسمت اول) | داستان‌های فراموش شده (قسمت اول) | ۱۹۸۳–۱۹۸۴  |
| تاریخ سرزمین میانه | داستان‌های فراموش شده (قسمت دوم) | داستان‌های فراموش شده (قسمت دوم) | ۱۹۸۴       |
| تاریخ سرزمین میانه | سروده‌های بلریاند                | سروده‌های بلریاند                | ۱۹۸۵       |
| تاریخ سرزمین میانه | شکل‌دادن سرزمین میانه            | شکل‌دادن سرزمین میانه            | ۱۹۸۶       |
| تاریخ سرزمین میانه | راه گمشده و دیگر نوشته‌ها        | راه گمشده و دیگر نوشته‌ها        | ۱۹۸۷       |
| تاریخ سرزمین میانه | تاریخچه ارباب حلقه‌ها            | بازگشت سایه                     | ۱۹۸۸–۱۹۸۹  |
| تاریخ سرزمین میانه | تاریخچه ارباب حلقه‌ها            | خیانت آیزنگارد                  | ۱۹۸۹       |
| تاریخ سرزمین میانه | تاریخچه ارباب حلقه‌ها            | جنگ حلقه                        | ۱۹۹۰       |
| تاریخ سرزمین میانه | تاریخچه ارباب حلقه‌ها            | سائورون شکست خورد               | ۱۹۹۲       |
| تاریخ سرزمین میانه | سیلماریلیون متأخر               | حلقه مورگوت                     | ۱۹۹۳       |
| تاریخ سرزمین میانه | سیلماریلیون متأخر               | نبرد گوهرها                     | ۱۹۹۴       |
| تاریخ سرزمین میانه | مردم سرزمین میانه               | مردم سرزمین میانه               | ۱۹۹۶       |
| فرزندان هورین      | فرزندان هورین                   | فرزندان هورین                   | ۲۰۰۷       |
| برن و لوثین        | برن و لوثین                     | برن و لوثین                     | ۲۰۱۷       |
| سقوط گاندولین      | سقوط گاندولین                   | سقوط گاندولین                   | ۲۰۱۸       |

### ارباب حلقه‌ها
این حماسهٔ عظیم جی.آر.آر. تالکین، «ارباب حلقه‌ها»، که به اشتباه «تریلوژی» یا سه‌گانه خوانده می‌شود؛ توسط ناشران برای صرفه‌جویی و راحتی تبدیل به ۳ جلد شد و هر جلد ۲ کتابش را در بر می‌گرفت. در طی سال‌ها این سه جلد، یاران حلقه (۱۹۵۴)، دو برج (۱۹۵۵)، و بازگشت شاه (۱۹۵۵) هم به صورت تکی چاپ شدند و هم یک جلد کامل، و بیش از ۵۰ میلیون کپی از آن‌ها به فروش رفته و به ۲۵ زبان ترجمه شده است؛ و در لیست برترین کتاب‌های جهان بی‌بی‌سی، ارباب حلقه‌ها به عنوان برترین کتاب سدهٔ بیستم انتخاب شده است. در روزگاران پیشین، اِلف‌های صنعتگر «حلقه‌های قدرت» را ساختند، و سائورون شاه تاریکی، هم‌زمان «حلقهٔ یگانه» را ساخت، و قدرت خودش را در آن دمید تا بتواند بر بقیهٔ حلقه‌ها حکومت کند. اما در طی جنگ «آخرین اتحاد اِلف‌ها–آدمیان» در برابر سپاه سائورون، سائورون شکست خورد و حلقه به پسر پادشاه آدمیان رسید. او به جای نابود کردن حلقه آن را برای خودش نگه داشت و بعدها کشته شد، و حلقه به‌دست موجودی به نام گالوم افتاد …. از آن سو سائورون همواره به دنبال حلقه بود، تا جسم و اقتدارش را بازیابد، اما حلقه گم شده بود. پس از گذر مدت بسیاری به صورت اتفاقی حلقه به دست یک «هابیت» رسید: «بیلبو بگینز». در برج سیاه «موردور»، قدرت سائورون هر دم افزایش می‌یافت. اما او به حلقهٔ یگانه نیاز داشت تا آن را کامل کند. در تولد صد و یازده سالگی بیلبو، وی ناپدید شد و برای برادرزادهٔ جوانش فرودو، حلقهٔ قدرت را باقی گذاشت، و سفری خطرناک را آغاز کرد، چرا که پس از رفتن او همه چیز عوض شد و سائورون جای حلقه را فهمید. فرودو می‌بایست سرزمین میانه را درنوردد و به اعماق سایه‌های موردور سفر کند و با انداختن حلقه به آتش شکاف‌های هلاکت آن را نابود سازد.
«ارباب حلقه‌ها» ماجرای سفر بزرگ فرودو و یاران حلقه است؛ گندالف جادوگر، سام، مری و پیپین هابیت، گیملی دورف، لگولاس الف، بورومیر اهل گاندور، و آراگون پسر آراتون (پادشاه آدمیان).
مجموعه فیلم ارباب حلقه‌ها شامل یاران حلقه (۲۰۰۱)، دو برج (۲۰۰۲) و بازگشت پادشاه (۲۰۰۳) به کارگردانی پیتر جکسون از روی کتاب‌های ارباب حلقه‌ها ساخته شده‌اند.

### هابیت
تالکین اصلاً انتظار نداشت که داستان‌هایش محبوبیت کسب کنند. اما در سال ۱۹۳۶ کاملاً اتفاقی کتاب هابیت که چند سال قبل برای فرزندانش نوشته بود توجه سوزان دگنال که کارمند انتشارات جورج آلن و آنوین در لندن بود را جلب کرد. او تالکین را ترغیب کرد تا کتاب را برای نشر ارسال کند.
کتاب یک سال بعد منتشر شد و بزرگسالان و کودکان را به‌خود جلب کرد. کتاب آنقدر محبوب شد که انتشارات از تالکین خواستند که ادامه‌ای بر آن بنویسد. کتاب یک سال پس از انتشار در بریتانیا در در آمریکا نیز منتشر شد.
تالکین در نامه‌ای به ویستن هیو آودن در سال ۱۹۵۵ می‌گوید که کارش بر روی هابیت را از اوایل سال‌های ۱۹۳۰ وقتی که مشغول تصحیح برگه‌های امتحانی بوده شروع کرده است. او یک برگه سفید می‌بیند و بر روی آن این کلمات را می‌نویسد: «در سوراخی داخل زمین، یک هابیت زندگی می‌کرد.» نزدیک به اواخر ۱۹۳۲ داستان را تمام می‌کند و نوشته را به چند تن از دوستانش از جمله سی. اس. لوئیس و یکی از دانشجویان خودش به نام الین گریفث قرض می‌دهد. در سال ۱۹۳۶ سوزان دگنال در آکسفورد به دیدن الین گریفث می‌رود یا نوشته را از او قرض می‌گیرد یا اینکه الین گریفث به او پیشنهاد می‌کند که کتاب را از تالکین قرض کند. در هر حال دگنال تحت تأثیر کتاب قرار می‌گیرد و آن را به استنلی آنوین نشان می‌دهد و او نیز کتاب را به پسر ۱۰ ساله‌اش رینیر می‌دهد. نظرات مساعد رینیر تصمیم انتشارات جورج آلن و آنوین برای انتشار کتاب را قطعی می‌کند.
کتاب هابیت تبدیل به یکی از پرفروش‌ترین کتاب‌های سدهٔ بیستم شد و تاکنون به بیش از ۲۵ زبان زندهٔ دنیا برگردانده شده است. «بیلبو بگینز» توسط گندالف جادوگر و سیزده دورف به سردستگی تورین سپر بلوط نوهٔ ترور پادشاهِ زیر کوه وادار می‌شود که زندگی بی‌دردسر و راحتش را در خانهٔ هابیتی‌اش ترک کند و به آن‌ها برای بازپس‌گیری قلمرو اِرِبور (آخرین حکومت بزرگ دورف‌ها) از چنگال اژدها اسماگ، که حدود شصت سال بود که بر روی گنجینهٔ عظیم اربور خوابیده بود کمک کند، در حقیقت آن‌ها بیلبو را برای دزدیدن گوهر پادشاهی، «آرکنستون» از دست اسماگ می‌خواستند، حال در این راه ماجراهای بسیاری رخ می‌دهد.
مجموعه فیلم هابیت شامل یک سفر غیرمنتظره (۲۰۱۲)، برهوت اسماگ (۲۰۱۳) و نبرد پنج سپاه (۲۰۱۴) به کارگردانی پیتر جکسون از روی کتاب‌های هابیت ساخته شده‌اند.

### سیلماریلیون
این رمان ماجراهای پیش از ارباب حلقه‌ها و هابیت را مطرح کرده و به داستان‌هایی دربارهٔ چگونگی آفرینش جهان و ورود اینوها به آن را روایت می‌کند. همچنین شکل‌گیری قدرت‌های بزرگ جهان که یکی از آن‌ها قدرت تاریکی بود اشاره می‌شود و اینکه مورگوت چگونه دست به ظلم و ستم می‌زند. همچنین ماجرای پیدایش اِلف‌ها، آدمیان و موجودات دیگر را روایت می‌کند.
فیانور بزرگ‌ترین اِلف زمانه در هنر و معرفت و کسی بود که سیلماریل‌ها را ساخت، جواهرات مقدس؛ و آن‌ها را با پرتو دو درخت والینور آکند: دو درختی که بعدها میوه و شکوفه‌شان خورشید و ماه شد. اما ملکور، نخستین فرمانروای تاریکی، آن‌ها را دزدید و به دنبال آن مجموعه‌ای از تراژدی‌های مختلف اتفاق افتاد.
محور اصلی «سیلماریلیون» حول این سه سیلماریل می‌گردد، و نیز داستاهای بسیار دیگری نیز دربردارد: «آینولینداله: افسانهٔ خلقت»، «والاکوئنتا: درباب ماهیت قدرت‌های خدایی»، «آکالابت: زوال مردمان نومهٔ نور» و «از حلقه‌های قدرت و عصر سوم: که با ارباب حلقه‌ها در ارتباط است».
تالکین بیشتر عمرش را بر روی داستان‌ها و افسانه‌هایی سپری کرد که بعدها «سیلماریلیون» را تشکیل دادند و نیز او این مجموعهٔ عظیم داستان‌هایش را بهترین کارهایش خوانده است. از سال ۱۹۱۷ این داستان‌ها شروع شدند، پیش از آنکه حتی هابیت آغاز شود. وقایع شگفت‌انگیز دنیای خلق شده تالکین، نقشی بزرگ در شکل‌گیری کتاب‌های «هابیت» و «ارباب حلقه‌ها» داشت. با این حال، این داستان‌ها تا سال ۱۹۷۷ (چهار سال پس از مرگ تالکین) منتشر نشدند. تا آنکه پسر او «کریستوفر» نوشته‌های پراکنده پدر را جمع‌آوری کرد و کتابی منظم از آن‌ها تهیه نمود. چیزی که بیش از همه حماسهٔ «ارباب حلقه‌های» تالکین را عظمت بخشیده، عمق بخشیدن به داستان با گوشهٔ چشمی به تاریخچهٔ سرزمین میانه است. «سیلماریلیون» به گذشتهٔ این دنیا می‌رود، به دورهٔ اول! و این تاریخچه را باز می‌کند و تاریخ دقیق این دنیای عظیم را بازگو می‌نماید. «سیلماریلیون» به ما داستان‌های روزگاران پیشین، دورهٔ اول، داستان ساخت آردا، دنیا و قدرت‌هایی می‌گوید که آن را ساختند. داستان نبرد خیر و شر در سرزمین میانه و جنگ با لُرد سیاه «مورگوت»، کسی که سارون تنها یکی از خدمتکارانش بود. داستان آمدن اِلف‌ها ساخته شدن جواهرات مقدس‌شان، سیلماریل‌ها، که مورگوت آن‌ها را دزدید و به دنبال آن مجموعه‌ای از تراژدی‌های مختلف اتفاق افتاد و مرگ و نیستی، خیانت، پیروزی، امید و یاس، به همراه داشت. از تراژدی عاشقانه برن و لوتین، داستان فرزندان نفرین شده هورین، خیانت مائگلین و سقوط شهر صخره‌های پنهان، گوندولین. سیلماریلیون داستان آمدن آدمیان را بازمی‌گوید و رزم‌هایشان را و اینکه چگونه سرنوشت آدمیان و الف‌ها به هم گره خورد و نومه نوری‌ها را خلق کرد. نتیجهٔ این داستان‌ها، هم در لحن و هم در سبک نگارشی، بسیار متفاوت از «هابیت» یا «ارباب حلقه‌ها» است، تا حدی که برخی از طرفداران تالکین آن را سخت می‌یابند، اما کسانی که به درکی عمیق از آن دست یابند می‌دانند که ارزش آن بسیار فراتر از «ارباب حلقه‌ها» است، چرا که بستری است برای خلق آن.

## آثار تالکین در ایران
سه‌گانهٔ ارباب حلقه‌ها در ایران، نخستین‌بار توسط رضا علیزاده ترجمه و در سال ۱۳۸۱ توسط انتشارات روزنه به چاپ رسید. اثر دیگر این نویسنده، هابیت، در ایران با پنج ترجمه به چاپ رسیده است.
قابل توجه است که داستان‌های تالکین بسیار تحت تأثیر حماسه بئوولف بوده است که با توجه به علاقهٔ ویژهٔ او به آثار ادبی کهن و مطالعات او پیرامون این اثر، قابل توجیه است. در سه‌گانهٔ ارباب حلقه‌ها، اشارات زیادی به این اثر دیده می‌شود. بخش دزدیدن جام در داستان هابیت نیز، نمونهٔ خیال‌پردازی همین داستان در بئوولف است.
کتاب‌های ترجمه شده به زبان فارسی از این نویسنده عبارت‌اند از:
- سه‌گانه ارباب حلقه‌ها، ترجمه رضا علیزاده توسط انتشارات روزنه

- یاران حلقه، ۱۳۸۱
- دو برج، ۱۳۸۱
- بازگشت شاه، ۱۳۸۲

- هابیت؛ یا آنجا و بازگشت دوباره، ترجمه رضا علیزاده توسط نشر روزنه در سال ۱۳۸۳
- سیلماریلیون، ترجمه رضا علیزاده توسط انتشارات روزنه در سال ۱۳۸۶
- فرزندان هورین به پیوست «حدیث تور و آمدن او به گوندولین»، ترجمه رضا علیزاده و ابراهیم تقوی توسط انتشارات روزنه در سال ۱۳۹۱
- قصه‌های ناتمام نومه‌نور و سرزمین میانه «دوران دوم»، ترجمه رضا علیزاده توسط انتشارات روزنه در سال ۱۳۹۲
- راورندوم، ترجمهٔ مسعود ملک یاری توسط انتشارات دنیای اقتصاد در سال ۱۳۹۶ و انتشارات پرتقال در سال ۱۳۹۷.
- درخت و برگ، شامل سه داستان خیال‌پردازی ترجمه مراد فرهادپور توسط انتشارات طرح نو در سال ۱۳۷۷ و انتشارات روزنه در سال ۱۳۹۶.
- ماجراهای تام بامبادیل، ترجمه رضا کیامحمدی توسط انتشارات روزنه در سال ۱۳۹۷
- قصه‌های ناتمام نومه‌نور و سرزمین میانه به پیوست ضمایم کتاب «فرزندان هورین» و «راهنمایی بر اسامی موجود در فرمانروای حلقه‌ها»، ترجمه رضا علیزاده، محمدحسین شکوهی و ناهید خسروی توسط نشر روزنه در سال ۱۴۰۱
- سقوط گوندولین به پیوست «سقوط گوندولین و سقوط تروآ: تالکین و کتاب دوم انه‌اید»، ترجمه محمدحسین شکوهی و ناهید خسروی توسط نشر روزنه در سال ۱۴۰۲
- برن و لوتین، ترجمه رضا علیزاده، محمدحسین شکوهی و ناهید خسروی توسط نشر روزنه در سال ۱۴۰۳

## جوایز و افتخارات
- برندهٔ جایزهٔ بین‌المللی داستان خیال‌پردازی در سال ۱۹۵۷ به عنوان بهترین نویسندهٔ خیال‌پردازی‌نویس برای ارباب حلقه‌ها
- برندهٔ نخستین جایزهٔ گندالف (به افتخار یکی از شخصیت‌های داستان ارباب حلقه‌ها) در سال ۱۹۷۳ و گرفتن عنوان بزرگ‌ترین نویسندهٔ خیال‌پردازی‌نویس (در همین سال ایشان فوت کردند)
- برندهٔ جایزهٔ بین‌المللی لوکوس در سال ۱۹۷۸ به خاطر کتاب سیلماریلیون (پس از مرگ)
- برندهٔ جایزهٔ مای‌تاپیک در سال ۱۹۸۱ برای کتاب افسانه‌های ناتمام (پس از مرگ)
- برندهٔ جایزهٔ بالروگ (پس از مرگ)
- پس از رأی‌گیری در سال ۱۹۹۹ توسط سایت آمازون (معتبرترین کتاب فروشی اینترنتی جهان)، کتاب ارباب حلقه‌ها با دویست و پنجاه هزار رأی (۲۵۰٬۰۰۰) از طرف کاربران اینترنتی کتاب هزارهٔ دوم نام گرفت.
- سومین کتاب پرفروش در تاریخ جهان با تیراژ ۱۰۰ میلیون نسخه پس از انجیل با تیراژ شش بیلیون نسخه و پرسش‌ها اثر ماو تسه تانگ با نهصد میلیون نسخه
- دریافت جایزهٔ اسکار در سال ۲۰۰۴ به عنوان بهترین فیلم بر مبنای داستان ارباب حلقه‌ها
- دریافت جایزهٔ اسکار بهترین فیلمنامهٔ اقتباسی در سال ۲۰۰۱ بر مبنای داستان ارباب حلقه‌ها
- دریافت جایزهٔ اسکار بهترین فیلمنامهٔ اقتباسی در سال ۲۰۰۳ بر مبنای داستان ارباب حلقه‌ها